# Río Noceda (afluente del Boeza)
El río Noceda es un curso de agua del noroeste de la península ibérica, afluente del río Boeza. Discurre por la provincia española de León.

## Descripción
Discurre por la provincia de León. El río, que nace en las sierras de Gistredo, fluye dejando a ambos lados de su curso localidades como Arlanza, Labaniego y Viñales, terminando por desembocar en la margen derecha del río Boeza a la altura de San Román de Bembibre. Aparece descrito en el decimosegundo volumen del Diccionario geográfico-estadístico-histórico de España y sus posesiones de Ultramar de Pascual Madoz de la siguiente manera:

NOCEDA: r. en la prov. de Leon, part. jud. de Ponferrada: nace en las sierras de Gistredo; corre por medio de la gran pradera del pueblo de que toma su nombre; recibe las aguas del arroyo que baja de San Justo, y encajonado entre peñas baña las pobl. de Arlanza, Labaniego y Viñales, uniéndose al Boeza por la izq. de San Roman de Bembibre; le cruzan 3 puentes en térm. de Noceda, 2 en el de Arlanza, 1 en Viñales y otro en San Roman que es el mejor de todos; cria pesca de truchas, anguilas y otros peces.
(Madoz, 1849, p. 168)

Las aguas del río, perteneciente a la cuenca hidrográfica del Miño, terminan vertidas en el océano Atlántico.